# DAISUKI
DAISUKI.net是由多家廣告及動畫相關公司合資成立，為日本以外的國家或地區提供動畫節目與販售等相關商品的網路平台，由Anime Consortium Japan公司營運。於2013年5月開設，2017年10月結束營運。網站關閉前幾個月，萬代南夢宮從其餘14家出資公司購入餘下股份，將負責營運的Anime Consortium Japan公司子公司化。

## 概要
原定2013年4月開張，延至翌月16日。由於對象並非日本國內，因此日本當地無法收看，通常英文字幕為主但一些會附有多語字幕（例如《偶像大師 灰姑娘女孩》有英語、韓語、繁體中文、簡體中文），可利用个人电脑、平板電腦及智慧手機收視，且播出線上作品皆免付費。申請帳號登入更可以Full HD高畫質收看。

## 營運
本站的創始營運公司DAISUKI株式會社成立於2012年10月17日，創始合資成員為Aniplex、日昇動畫、东映动画、TMS娛樂、日本AD SYSTEMS（NAS）、電通及旭通DK（ADK）共7家公司。
2014年10月30日，万代南梦宫控股、ADK、Aniplex三家公司發佈消息，於11月7日成立株式會社Anime Consortium Japan，新公司董事長由萬代南夢宮的副董事長鵜之澤伸兼任。並接受海外需要開拓支援機構（Cool Japan Fund Inc）的出資，創立資本額5億日圓。公司成立後與DAISUKI進行事業整合（即合併），事業內容為動畫新作的無時差同步播放、既有作品的多語放送、相關商品販售、以及營運數位內容的电子商务網站，於2015年4月正式啟動。萬代南夢宮集團旗下的萬代影視，與Aniplex是日本動畫影像產品的龍頭，預期能成為新公司的強力後盾。
到2017年時，本站由15家公司合資。2017年3月31日，万代南梦宫控股取得其他14家出資公司全部股份，將Anime Consortium Japan完全子公司化。同年的2017年10月31日，本站正式關閉。然而關閉之後，仍繼續播送的唯一動畫為《七龍珠超》。網站客服至2017年年底正式結束。
據《日本經濟新聞》指出，本站倒閉之原因為無法取得規劃中預期之付費用戶數。雖然出資各社皆為業界有力大廠，但是各家出資公司並不在本站上架最佳陣容，仍然以對手串流網站Hulu及Netflix為優先。在無法取得較佳內容的情況下，致使無法與同業競爭，最終倒閉。

## 外部連結
- DAISUKI （英文）
- DAISUKI的X（前Twitter） （英文）
- Anime Consortium Japan （日語） （英文）
- YouTube上的DAISUKI頻道